# Овстугское сельское поселение
О́встугское се́льское поселе́ние — бывшее муниципальное образование в Жуковском районе Брянской области Российской Федерации, существовавшее с 2005 по 2020 год.
Административный центр — село Овстуг.

## История
Статус и границы сельского поселения были установлены Законом Брянской области от 9 марта 2005 года № 3-З «О наделении муниципальных образований статусом городского округа, муниципального района, городского поселения, сельского поселения и установлении границ муниципальных образований в Брянской области».
С 7 августа 2020 года упразднено в результате преобразования Жуковского района в муниципальный округ.

## Население
| 2010  | 2011  | 2012  | 2013  | 2014  | 2015  | 2016  |
| ----- | ----- | ----- | ----- | ----- | ----- | ----- |
| 1241  | ↘1239 | ↘1228 | ↗1242 | ↘1198 | ↘1174 | ↗1178 |
| 2017  | 2018  | 2019  | 2020  |       |       |       |
| ↗1181 | ↘1164 | ↘1131 | ↘1107 |       |       |       |

## Населённые пункты
| № | Населённый пункт | Тип     | Население |
| - | ---------------- | ------- | --------- |
| 1 | Дуброславичи     | деревня | →1        |
| 2 | Неготино         | деревня | →36       |
| 3 | Овстуг           | село    | ↗734      |
| 4 | Речица           | село    | ↘471      |
| 5 | Сельцо-Рудное    | деревня | →0        |